# Филип Пешевски
Филип Пешевски (Скопље) јесте македонски поп певач. Соло каријеру је започео 2018. године на фестивалу Макфест.
Био је гост на концертима Жељка Самарџића током његових наступа у Северној Македонији. Био је вокал бенда Арија, који постоји од 1998. године.

## Дискографија

### Синглови
- Кукло моја несудена (2018) Макфест
- Крај мене во бело си (2019)
- Срекна ли си (2020)
- Ти ми стоиш најдобро (2020)
- Само за нас (2020)[5]
- Без оглед на се (2020)[6]
- Ако не те сакам (2020)[7] обрада песме Влада Јаневског
- Невино (2021)
- Тешко мене со тебе (2021)[8][9] дует са Лилом Филиповском
- Ој Вардаре македонски (2021) са групом Молика
- Не кани ме (2021) са групом Молика
- Усте си таа (2022) Макфест